# Autodesk
 (février 2020).
Si vous disposez d'ouvrages ou d'articles de référence ou si vous connaissez des sites web de qualité traitant du thème abordé ici, merci de compléter l'article en donnant les références utiles à sa vérifiabilité et en les liant à la section « Notes et références ».
Autodesk (NASDAQ : ADSK) est une société d'édition de logiciels de création et de contenu numérique, principalement connue comme éditrice du logiciel de conception assistée par ordinateur AutoCAD. Elle a été fondée par John Walker avec douze autres personnes en 1982. 
Au cours de son histoire, la société a été située à plusieurs adresses dans le comté de Marin en Californie. Aujourd'hui, son siège social se trouve à San Rafael, en Californie.

## Histoire
En 1982, Autodesk est créée et commercialise la première version d’AutoCAD. En 1985 Autodesk entre en bourse et devient la première société de conception assistée par ordinateur (CAO) sur PC à ouvrir son capital au public.
En 1990, Autodesk crée la division Multimédia, et annonce 3D Studio. En 1995 : Autodesk se réorganise en groupes marché. En 1996 : Autodesk crée la division Kinetix pour ses produits multimédia. En 1998, Autodesk acquiert certains actifs CAO/DAO Mécanique de Genius-CAD Software et dépasse les 2 millions de licences AutoCAD vendues dans le monde.
En 1999, Autodesk dépasse la barre des 4 000 000 d’utilisateurs dans le monde, acquiert Discreet Logic et Kinetix, créateur de 3D Studio Max qui sont fusionnés dans la division Discreet, fait l’acquisition de Vision Solutions basée à Ottawa au Canada, livre sa millionième licence de AutoCAD LT et prend le virage Internet.
En 2000, Autodesk annonce qu'elle met l’accent sur la formation en ligne et lance sa gamme intégrée à Internet iDesign 2001.  
En 2003, Autodesk lance AutoCAD 2004, la nouvelle version de la plate-forme AutoCAD et Inventor 8. Autodesk fait l’acquisition de trois éditeurs de logiciels : truEInnovations, VIA Development Corporation et Linius Technologies. En 2004, Autodesk lance AutoCAD 2005. 
En 2005, Autodesk lance AutoCAD 2006. Les résultats financiers d'Autodesk dépassent la barre du milliard de dollars pour la première fois, avec un chiffre d'affaires de 1,234 milliard de dollars. Autodesk fait l'acquisition de trois éditeurs de logiciel : Compass, c-plan et surtout Alias Systems Corporation (éditeurs du logiciel Maya, concurrent direct de 3D Studio Max), pour 182 millions de dollars. La division Discreet est rebaptisée MED (Media and Entertainment Division).
En 2006, Autodesk lance AutoCAD 2007 et la première version de Civil 3D (2006). La même année, Autodesk acquiert Constructware et Carl Bass est nommé Président et CEO.
En 2007, Autodesk acquiert NavisWorks, Opticore, Skymatter (Mudbox), PlassoTech et Robobat. En 2008, Autodesk dépasse pour la première fois de son histoire le seuil des 2 milliards de dollars de chiffre d'affaires avec 2,172 milliards de dollars. La même année, Autodesk achète Softimage pour 35 millions de dollars. L'entreprise acquiert également Realviz, Kynogon, Moldflow, ALGOR, et les technologies ECSCAD et iLogic. En 2009, Autodesk licencie 10 % de ses effectifs à la suite de la crise économique.
En 2013, Autodesk rachète Delcam pour 277 millions de dollars. En 2014, Autodesk acquiert Bitsquid, spécialisée dans les moteurs 3D pour jeux vidéo.
Au début de l'année 2016, Autodesk achète la société Solid Angle et Arnold, le moteur de rendu qu'elle développe.
En novembre 2020, Autodesk annonce l'acquisition de Spacemaker, logiciel d'architecture, pour 240 millions de dollars.
En août 2024, Autodesk annonce l'acquisition de la société rennaise Golaem, spécialisé dans la simulation de foule.

### Identité visuelle (logo)

Logo précédent.
Logo jusqu'en 2013.
Logo de 2013 jusqu'en 2021.
Logo depuis 2021.

## Actionnaires
Liste de principaux actionnaires au 28 février 2020 :
| The Vanguard Group                               | 7,78% |
| Capital Research & Management (World Investors)  | 6,25% |
| Capital Research & Management (Global Investors) | 5,22% |
| Loomis, Sayles & Company                         | 5,01% |
| ValueAct Capital Management                      | 4,69% |
| Fidelity Management & Research                   | 4,08% |
| State Street Global Advisors                     | 3,99% |
| Capital Research & Management                    | 2,95% |
| BlackRock Fund Advisors                          | 2,49% |
| ClearBridge Investments                          | 2,47% |

## Positionnement
Autodesk est le leader mondial du rachat de logiciels 2D/3D. Ils ont pris leur assise actuelle en 3D en 2006 avec le rachat d'Alias (Maya, MotionBuilder, FBX, SketchBook) à la suite de difficultés financières du groupe Silicon Graphics, puis plus récemment par le rachat de Softimage (XSI, dernier concurrent 3D), se positionnant par ces deux prises de guerre comme un acteur incontournable du media numérique. Autodesk se démarque de ses concurrents par le fait qu'il a racheté 90% des logiciels qu'il propose. Ses dernières acquisitions (Moldflow et Algor, Blue Ridge Numerics) le placent au coude à coude pour les logiciels PLM (Product Lifecycle Management) avec son concurrent Dassault Systèmes. De même le rachat de Kynapse, HumanIK, IlluminateLabs (Turtle, Beast) ainsi que ScaleForm a clairsemé le champ de la concurrence dans le domaine des jeux vidéo.
Autodesk a une base installée de plus de quatre millions d’utilisateurs (architectes, collectivités locales, industrie, développeurs de jeux vidéo) répartis sur 160 pays à travers le monde. 
Autodesk propose à ses clients de tirer parti du web dans leurs applications de conception assistée par ordinateur (CAO) et considère cette évolution comme un avantage concurrentiel. Grâce à l’intégration de technologies Internet dans son offre, Autodesk permet aux entreprises de véhiculer leur information CAO au-delà des bureaux d’études, vers tous les autres départements de l’entreprise et à l’extérieur vers les sous-traitants notamment.
Autodesk a structuré son offre de logiciels et de services par segments clients :
- industrie manufacturière (biens de consommation, machines industrielles, procédés d’usine) ;
- automobile et transports (constructeurs et équipementiers automobiles, transport commercial et de loisirs) ;
- architecture / ingénierie / construction (architecture, génie civil et ingénierie structure, construction, systèmes mécanique, électrique et plomberie, immobilier) ;
- services publics / télécommunications (électricité et gaz, télécommunications, réseaux d’eaux usées et d’eaux pluviales) ;
- collectivités locales (infrastructures et territoire) ;
- médias / divertissement (animation 3D, effets spéciaux, montage et finition, étalonnage des couleurs).

## Liste des logiciels commercialisés par Autodesk
- AutoCAD, et ses déclinaisons : AutoCAD Architecture, AutoCAD Electrical et AutoCAD Mechanical… ; (AutoCAD LT pour la version light de AutoCAD) ;
- Autodesk Revit
- 3ds Max
- Autodesk Maya
- Inventor
- fusion 360 (modeleur 3D paramétrique dont la licence est gratuite pour les amateurs, makers)
- AutoSketch
- Homestyler
- AutoCAD 360
- Robot
- Shotgun
- Sketchbook
- Mudbox
- Arnold
- Netftabb
- BIM 360
- Flame
- Civil 3D

Différentes suites sont disponibles, qui sont des collections de tout ou partie de ces logiciels : Building Design, Entertainment Creation, Factory Design, Plant Design, Product Design et AutoCAD Design.
Les suites Autodesk Product Design Suite, destinées à l'architecture, sont disponibles en versions Standard, Premium et Ultimate . La suite la plus complète (version Ultimate)  inclut les logiciels suivants : AutoCAD, AutoCAD Architecture, AutoCAD MEP, AutoCAD Structural Detailing, Showcase, AutoCAD Raster Design, ReCap, 3ds Max Design, Navisworks Simulate, Navisworks Manage, Revit, Inventor, Robot Structural Analysis Professional et InfraWorks .

## Principaux concurrents
- FTZ
- Trimble
- Nemetschek
- Dassault Systèmes
- PTC.
- Siemens PLM Software (anciennement Unigraphics Solutions)
- Bentley Systems